# Нікого немає вдома (мультфільм)
«Нікого немає вдома» — український ляльковий фільм 2003 року студії Укранімафільм, автор сценарію та режисер — Олег Педан.

## Сюжет
Історія про людину, яка мріє побудувати летючий корабель. Але світ, що оточує майстра, постійно заважає здійснити цю мрію. Фільм адресовано широкій аудиторії глядачів.

## Над фільмом працювали
- Автор сценарію і режисер: Олег Педан;
- Художник-постановник: Ігор Котков;
- Композитор: Володимир Губа;
- Кінооператор: Олександр Ніколаєнко, Ігор Кривонос;
- Звукооператор: Людмила Роман;
- Розробка та виготовлення персонажів: Олег Педан, Ігор Котков;
- Аніматори: Олег Педан, Сергій Мельниченко, Людмила Міщенко;
- Художники: Вадим Гахун, Анатолій Радченко, Людмила Міщенко, Сергій Мельниченко;
- Асистент режисера: Людмила Скройбіж;
- Монтаж: Лідія Мокроусова;
- Редактор: Світлана Куценко;
- Директор знімальної групи: В'ячеслав Кілінський.